# Pajualuse
Pajualuse is een plaats in de Estlandse gemeente Jõhvi, provincie Ida-Virumaa. De plaats heeft de status van dorp (Estisch: küla).

## Bevolking
Het dorp had 50 inwoners op 31 december 2011 en 39 inwoners op 31 december 2021.